# Гавърнмънт Мюл
Гавърнмънт Мюл (на английски: Gov't Mule) е американски садърн (южняшки) рок състав, сформиран през 1994 г. като страничен проект на Олмън Брадърс, в частност китариста Уарън Хейнс и бас китариста Алън Уди. По аналогия с краткото наименование на Грейтфул Дед – просто Дед, така и Гавърнмънт Мюл са известни като Мюл.
Групата издава дебютната плоча Gov't Mule през 1995 г. и оттогава имат реализирани девет студийни албума, както и няколко ий-пи-та и концертни записи. Гавърнмънт Мюл са с голям принос спрямо музикалните фестивали в Северна Америка, като членовете ѝ и честите гости са правили музика с други видни групи, като така те внасят фънк и блус рок елементи в звученето на бандата.